# Leona Vicario
María de la Soledad Leona Vicario Camila Fernandez de San Salvador (Cidade do México, 10 de abril de 1789 - Cidade do México, 21 de agosto de 1842), foi uma das principais figuras da Guerra da Independência do México, onde se dedicou a informar os insurgentes, de todos os movimentos do governo, que os interessavam e que aconteceria na capital viceregal. Foi membro de "Los Guadalupes", financiando a insurgência com sua própria fortuna.
A ela foi concedido o "Título Benemérito de Mais Doce Mãe da Nação" pelo Congresso, o seu nome está inscrito em letras douradas na parede do Palácio Legislativo de San Lázaro, a sede da Câmara de Deputados do México.

## Biografia

### Primeiros anos
Leona Vicario foi a filha, de Gaspar Martín Vicario, comerciante espanhol proveniente de Castilla la Vieja, Espanha e sua mãe Camila Fernández de San Salvador, originária de Toluca, no México. Adquiriu uma esmerada educação; cultivou as ciências, as belas artes, a pintura, o canto e a literatura.
Após a morte de seus pais em 1807, ela permaneceu sob a custódia de seu tio, o doutor em leis e advogado Agustín Pomposo Fernández de San Salvador, também serviu como executor. Seu tio lhe permitiu viver sozinha para que ficasse cômoda, comprou uma propriedade anexa a sua para estar próximo dela, algo escandaloso para os costumes da época. Seu tio a prometeu em casamento com o coronel e advogado Octaviano Obregón, mas este viajou a Espanha como deputado a  Cortes de Cádiz.
Em 1811 ela conheceu Andrés Quintana Roo, um estudante de leis procedente de Yucatán que trabalhava no escritório de seu tio. Ambos se apaixonaram, e Andrés pediu a mão de Leona em casamento, obtendo a negativa de seu tio, argumentando que o jovem era pobre, diante da forçada separação, Leona buscou a maneira de ajudar por conta própria à causa insurgente.

### Guerra da Independência do México
Desde 1810, Leona Vicario fez parte de um grupo super secreto chamado Los Guadalupes, cujos integrantes formaram uma espécie de rede, através de cartas com Miguel Hidalgo y Costilla e José María Morelos y Pavón, devido à pertencerem a sociedade do vice-reinado, e isso os permitia ter acesso a informações que outros insurgentes não tinham. E também, deu abrigo a fugitivos, enviou dinheiro e medicamentos, colaborou com os rebeldes, dando recursos, notícias e informações de quantas novidades ocorriam na corte vice-reinado.
Fervorosa pregadora da causa insurgente, no final de 1812 convenceu alguns comissionários vizcaínos a passarem para o bando insurgente, se mudou para Tlalpujahua no estado de Michoacán, localidade que estava instalado o acampamento de Ignacio López Rayón, onde se dedicavam a fabricar canhões financiados com a venda de suas jóias e bens.
Em março de 1813, um de suas postagens foi interceptada; Leona, ao saber disso, fugiu de Michoacán.  De volta à capital, seu tio a reclusou no Colegio de Belén de las Mochas e disse às autoridades para que ela fosse processada de acordo com a justiça.O Conselho de Segurança Real e a Boa Ordem, instaurou um processo em que foram aparecendo os documentos que a denunciavam, incluindo as relativas às suas tentativas de escapar para ir ao acampamento dos rebeldes, foi interrogada e apresentou as provas incriminatórias.
Ela nunca traiu seus companheiros, foi declarada culpada e sentenciada à prisão formal e apreensão dos seus bens. Em maio de 1813, três insurgentes vestidos de oficiais coloniais, a ajudaram a escapar para Tlalpujahua, onde se casou com Andrés Quintana Roo.
A partir de então se manteve junto a seu esposo a serviço da insurgência e do Congresso de Chilpancingo. José María Morelos y Pavón enviava cartas a Leona desde Chilpancingo; preocupado por sua  situação, decidiu a recompensa com uma ajuda econômica, mas tarde ratificada e aprovada pelo próprio Congresso, em 22 de dezembro de 1813.
Ao longo de 1814 e grande parte de 1815, Leona seguiu colaborando e trabalhou nos jornais: El Ilustrador Americano e Semanario Patriótico Americano.
Quando José María Morelos y Pavón foi capturado e condenado à morte, o Congresso é dissolvido pelas próprias facções insurgentes enfrentadas, Leona e seu marido se esconderam em uma zona de Michoacán, rejeitando as notícias de perdões e indultos que chegavam vindos sa capital.
Em 1817, Leona teve sua primeira filha: Genevieve, devido ao fato de que ela e seu marido ficavam se locomovendo de lugar para outro, Leona deu à luz sua filha em uma caverna localizada em Achipixtla, um lugar situado em Tierra Caliente. Ignacio López Rayón foi o padrinho da menina.
Em 14 de março de 1818, escondidos nas montanhas de Tlatlaya, atualmente Estado do México, foram capturados; pensando nas consequências que significaria para sua filha, aceitaram o indulto que antes tinham recusado.

### Anos posteriores e morte
Consumada a independência e em compensação pelo confisco de seus bens, o Congresso da República concedeu a Leona Vicario, na sessão celebrada em 8 de agosto de 1823, uma oferta por uma fazenda chamada Ocotepec, nas planície de Apam e três casas na Cidade de México.
Em 1827, o Congresso do Estado de Coahuila e Texas fez um acordo que a vila de Saltillo que se chamasse Leona Vicario, conhecida nessas épocas como a mulher forte da Independência.
Teve a segunda filha que chamaram Soledad Dolores, em honra a vila na que Miguel Hidalgo início a luta pela independência em 1810. Leona Vicario continuou com atividades políticas, jornalísticas e poéticas junto a seu esposo a quem defendeu, e por que lutou quando o presidente Anastasio Bustamante decidiu que seu processo e condenação, como retaliação por campanhas de imprensa que se espalhou a partir do jornal El Federalista, editado graças aos recursos de Leona e no qual seguiu escrevendo até sua morte, em 21 de agosto de 1842 em sua casa na Cidade do México.
Seus restos descansaram primeiro no Panteão de Santa Paula, depois, em 28 de maio de 1900, foram transferidos junto com os de seu esposo Andrés Quintana Roo, a chamada Rotunda de pessoas ilustres do Panteão Civil de Dolores Hidalgo, até sua transferência para a chamada Coluna da Independência em 1925.
Em 30 de maio de 2010, foram transferidos ao Museu Nacional de Historia do México (Castelo de Chapultepec) para análises e autenticação. Posteriormente, em 15 de agosto do mesmo ano, foram levados a Palacio Nacional México para serem colocados na Galeria Nacional no marco da exposição México 200 anos, a Construção da Pátria. Seu nome está inscrito com letras douradas no Muro de Honora do Palácio Legislativo de San Lázaro, sede do Congresso da União. De igual forma, seu nome também foi gravado letras douradas no Congresso do estado de Quintana Roo, na cidade de Chetumal.